# Moussa Ould Ebnou
Moussa Ould Ebnou est un écrivain mauritanien francophone et arabophone également professeur de philosophie. Romancier et nouvelliste, il a écrit plusieurs récits de science-fiction.

## Biographie
Moussa Ould Ebnou est né en 1956 à Boutilimit, ville du sud-ouest de la Mauritanie.
Moussa Ould Ebnou est scolarisé à l'école française, ce qui explique que le français soit sa langue maternelle. Il mène ensuite à bien une thèse de philosophie.
En 1990, Moussa Ould Ebnou publie en français aux éditions L'Harmattan un premier roman, L'Amour impossible que l'éditeur considère comme relevant du genre de la science-fiction. Après la publication de son deuxième roman, Le Barzakh, en 1994, il s'oriente vers le bilinguisme littéraire et traduit lui-même en arabe ses deux premiers romans, avant de conserver cette pratique pour ses romans suivants. Ces traductions paraissent en Beyrouth aux éditions Al Adab.
En 2008, Moussa Ould Ebnou devient professeur de philosophie à l'université de Nouakchott. La même année, il entre au gouvernement comme conseiller chargé à la culture à la Présidence de la République de Mauritanie.

## Œuvres

### Romans en français
- 1990 : L’amour impossible
- 1994 : Le Barzakh

### Romans en arabe
- 1999 : الحب المستحيل (Al-Hubb al-Mustahil, traduction arabe de L'Amour impossible).
- 1996 : مدينة الرياح (Madinat al-Riyah, traduction arabe du Barzakh).
- 2003 : حج الفجار (Hujj al-Fijar).
- الامثال والحكم الشعبية الموريتانية (al-Imthal w'al-Hakm ash-Sha'biya al-Muritaniya)

### Nouvelles en français
- 2012 : Voyage dans l'outre-temps, dans la revue Galaxies (nouvelle série), no 16.
- 2017 : Dreg Dreg (dans la revue Galaxies (nouvelle série), no 46, dossier « La science-fiction africaine », p. 88-95).